# Phoboscincus
Phoboscincus este un gen de șopârle din familia Scincidae.

Cladograma conform Catalogue of Life:
| Phoboscincus | \| \| Phoboscincus bocourti \| \| \| \| \| \| Phoboscincus garnieri \| \| \| \| |
|              | \| \| Phoboscincus bocourti \| \| \| \| \| \| Phoboscincus garnieri \| \| \| \| |
|              | Phoboscincus bocourti                                                           |
|              |                                                                                 |
|              | Phoboscincus garnieri                                                           |
|              |                                                                                 |